# 라데온 R100 시리즈

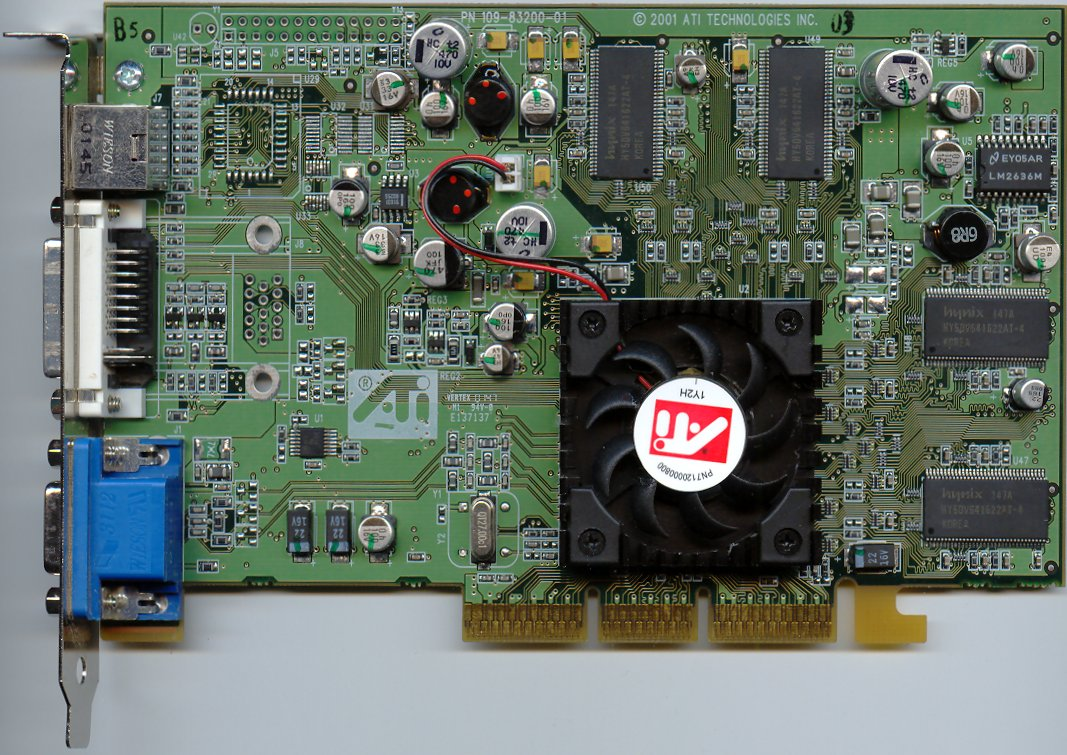
라데온 7500 AGP

라데온 R100(코드이름: 레이지 6C)은 ATI 테크놀로지스사에서 출시한 라데온 그래픽스 칩의 첫 모델이다. 다이렉트3D 7.0, 오픈지엘 1.3 기반의 3차원 가속을 지원하며 이전 ATI 레이지 디자인에 비해 성능이 크게 개선되었다. 프로세서에는 2차원 GUI 가속, 비디오 가속, 다중 디스플레이 출력을 포함한다. R100은 GPU 세대의 개발 코드이름을 가리킨다.

## 그래픽 칩셋
이 칩셋을 사용한 그래픽 카드들은 라데온 7000 시리즈를 가리킨다. 2000년에 출시되었다.
- 시장 진입 수준의 카드: 7000/VE, SDR, LE
- 일반 수준의 카드: 32 DDR, 7200
- 하이엔드 카드: 64 DDR VIVO (SE), 7500

## 메인보드 칩셋
- 지원 CPU: 모바일 애슬론 XP (320M IGP), 모바일 듀론 (320M IGP), 펜티엄 4-M 및 모바일 펜티엄 4 (340M IGP, 7000 IGP)
- 지원 소켓: 소켓 A, 소켓 563 (AMD) / 소켓 478 (인텔)

### 데스크톱/모바일 칩셋
- 퍼포먼스: 7000 IGP
- 메인스트림: 320 IGP, 320M IGP, 340 IGP, 340M IGP
- 밸류: 320 IGP, 320M IGP (AMD), 340 IGP, 340M IGP (인텔)

### 기타
- 출시일
  - 2002년 3월 13일 (300/300M IGP)
  - 2003년 3월 13일 (7000 IGP)
- 이후 칩셋: 라데온 9000/9100 시리즈 IGP

## 종류
- R100: 첫 세대의 라데온 버전(R100)은 라데온 DDR로 2000년 봄에 32 MB, 64 MB 버전으로 출시되었다. 64 MB 카드는 더 빠른 클럭 속도와 VIVO(영상 입출력) 기능이 추가되어 있었다. 처음에 라데온 256이라 불렸지만 지포스 256과 혼동을 피하기 위해 이 이름은 더 이상 사용하지 않게 되었다.
- RV100: 두 번째 세대인 라데온 VE는 라데온 7000으로도 알려져 있으며 가격을 낮춘 모델이다. 라데온의 3차원 하드웨어 기능인 픽셀 파이프라인, 하드웨어 T&L, 하이퍼Z, 64비트 메모리 버스가 모두 제거되어 있다. 그러나 히드라비전 듀얼 모니터를 지원하고 2차 램댁이 코어에 통합되었다.
- RV200: 마지막 세대는 라데온 7500 (RV200)으로 0.15 마이크로미터 공정을 기반으로 하고 있다.

## 경쟁 칩셋
- 엔비디아의 지포스 256와 지포스 2
- 파워VR 시리즈 3
- 3dfx 부두 5

## 같이 보기
- ATI 테크놀로지스